# Австралійська мармурова акула
Австралійська мармурова акула (Atelomycterus macleayi) — вид акул роду коралова акула родини котячі акули.

## Опис
Загальна довжина досягає 60 см. За своєю будовою схожа на інших представників свого роду. Струнка з вузькою головою риба строкатого забарвлення. На спині присутні світлі сідлоподібні відмітини, вкриті численними чорними плямами.

## Спосіб життя
Про цю акулу відомо дуже небагато. Полюбляє середні глибини до 4 м біля коралових рифів. Живе вона на мілководді на піщаних і кам'янистих ґрунтах. Живиться донними рибою та ракоподібними.
Це яйцекладна риба.
Її часто тримають в акваріумах.

## Розповсюдження
Мешкає у тропічних водах північно-західної Австралії.